# Gaston Vandenpanhuyse
 (février 2018).
Si vous disposez d'ouvrages ou d'articles de référence ou si vous connaissez des sites web de qualité traitant du thème abordé ici, merci de compléter l'article en donnant les références utiles à sa vérifiabilité et en les liant à la section « Notes et références ».
Gaston Vandenpanhuyse, né en 1913 à Bruxelles et mort en 1981 dans la même ville, est un auteur belge de romans d'espionnage et de science-fiction qui partage avec Jean Libert les pseudonymes Paul Kenny, Jean-Gaston Vandel, Graham Livandert, Rudy Martay et Jack Murray.